# Pasterope crinita
Pasterope crinita är en kräftdjursart som beskrevs av Louis S. Kornicker 1975. Pasterope crinita ingår i släktet Pasterope och familjen Cylindroleberididae. Inga underarter finns listade i Catalogue of Life.